# 오키나와 추라우미 수족관

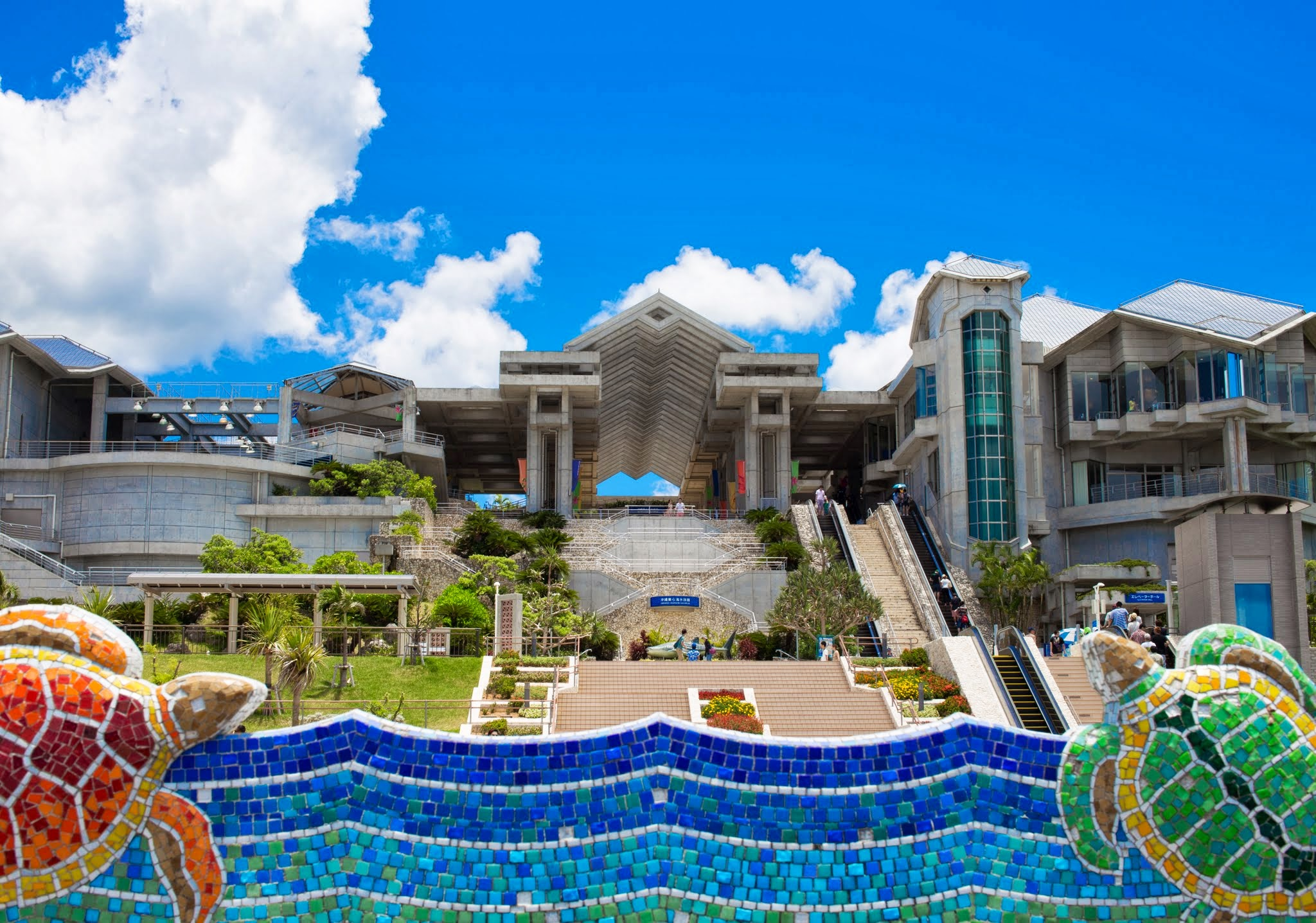

오키나와 추라우미 수족관(일본어: 沖縄美ら海水族館)은 일본 오키나와섬 모토부반도에 위치한 수족관이다. 2010년 3월 30일 2억번째 관람객을 맞이하였다. 일본 동물원·수족관 연합(JAZA)의 회원 수족관이기도 하다. 2005년도까지 세계에서 가장 넓은 수족관이었다.